# Ford Custom
Ford Custom – samochód osobowy klasy wyższej produkowany pod amerykańską marką Ford w latach 1949–1951 i 1956–1975.

## Pierwsza generacja

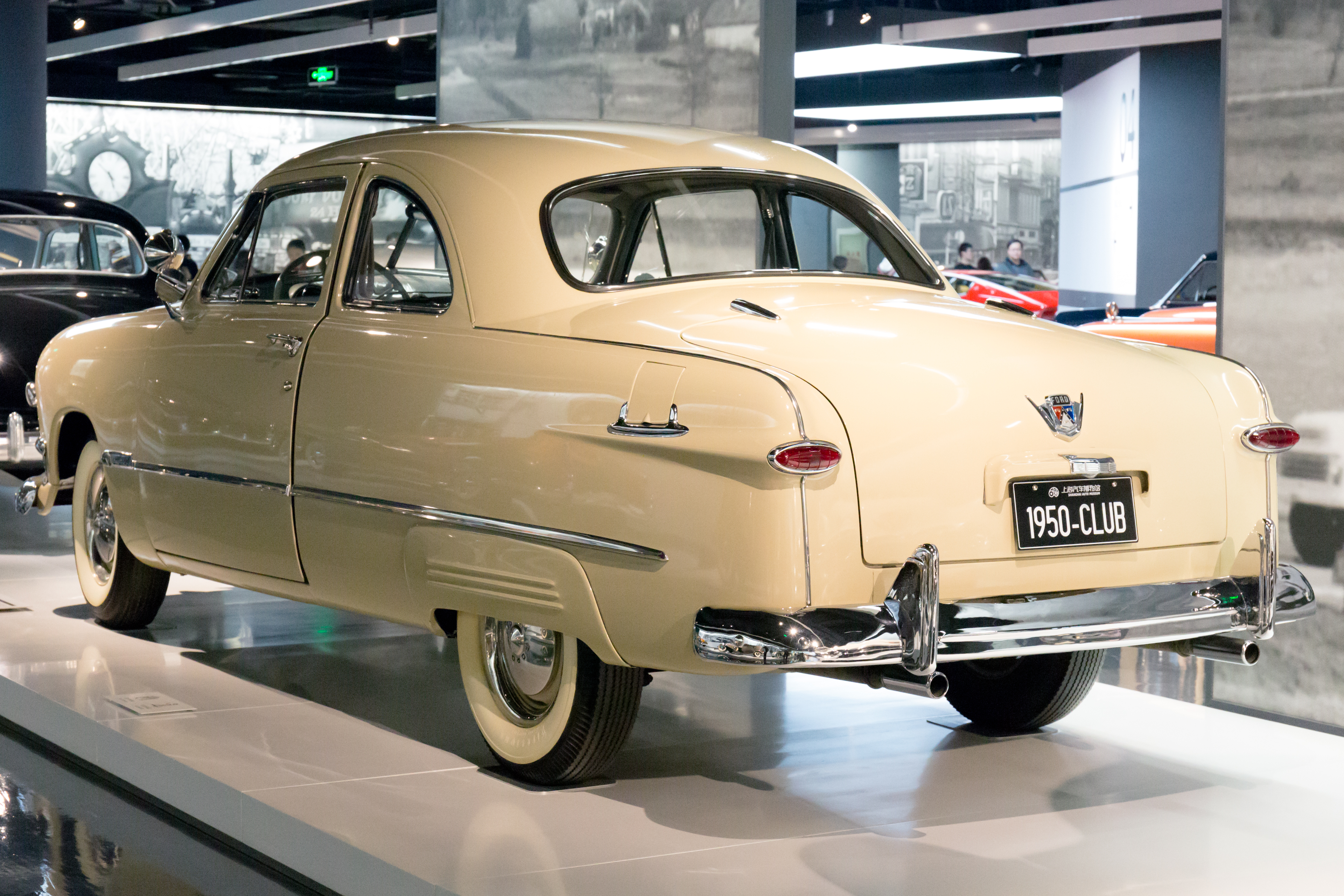
Ford Custom I - tył

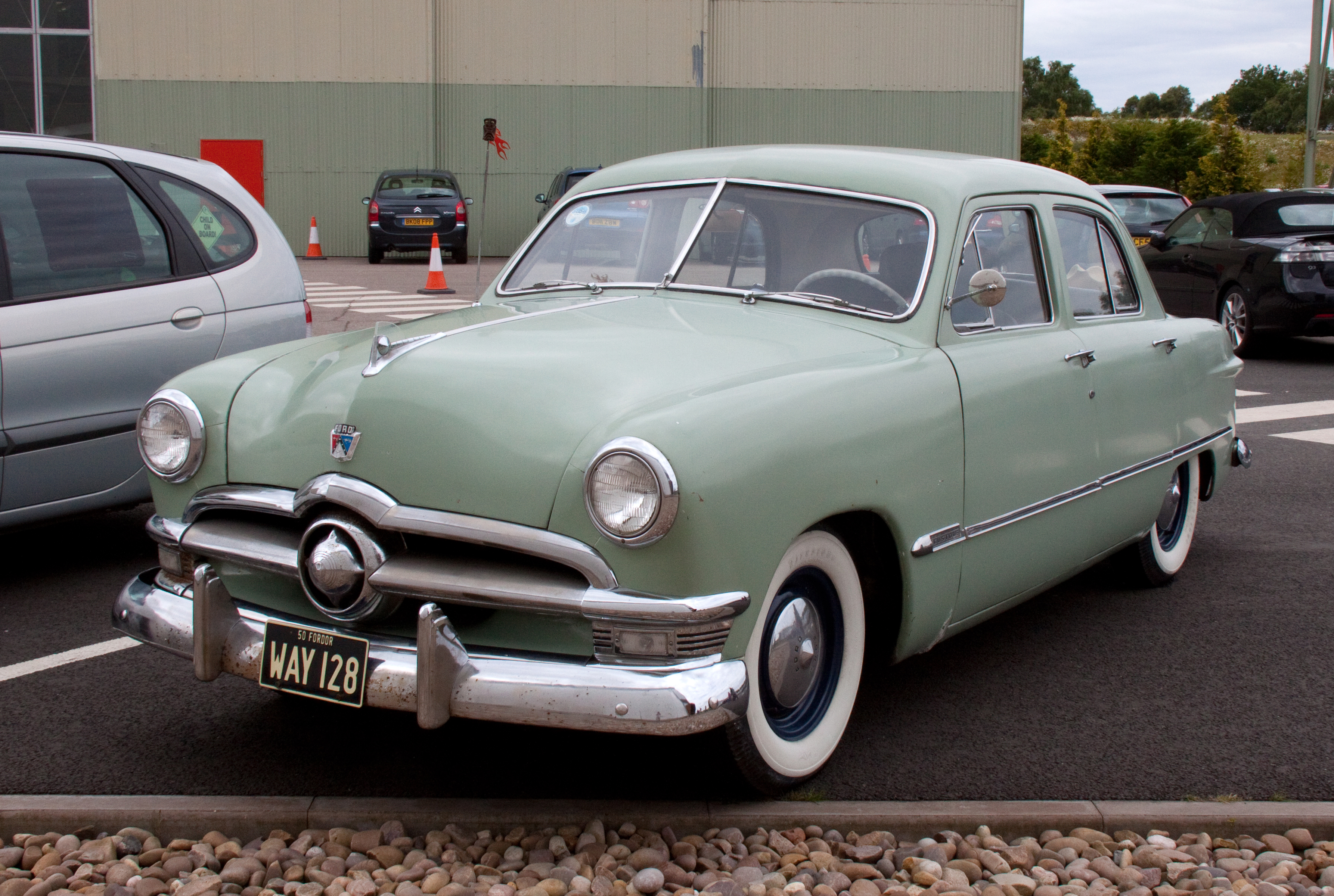
Ford Custom I Sedan

Ford Custom I został zaprezentowany po raz pierwszy w 1949 roku.
Dla modeli z rocznika 1949 nazwa Custom używana była dla lepiej wyposażonych pojazdów Forda. W 1950 roku pojazdy te cechowały się rozstawem osi 2895,6 mm, długość nadwozia wynosiła niecałe 4999 mm. W tym samym roku nazwę zmieniono na Custom Deluxe. Następna zmiana nazwy miała miejsce w nowej generacji Fordów z 1952 roku, kiedy lepiej wyposażony model nazwano Customline; w gamie samochodów Forda uplasował się on pomiędzy nowym modelem Mainline a Crestline.

### Silniki
- L6 2.3l Mileage Maker
- V8 2.9l Thunderbird

## Druga generacja

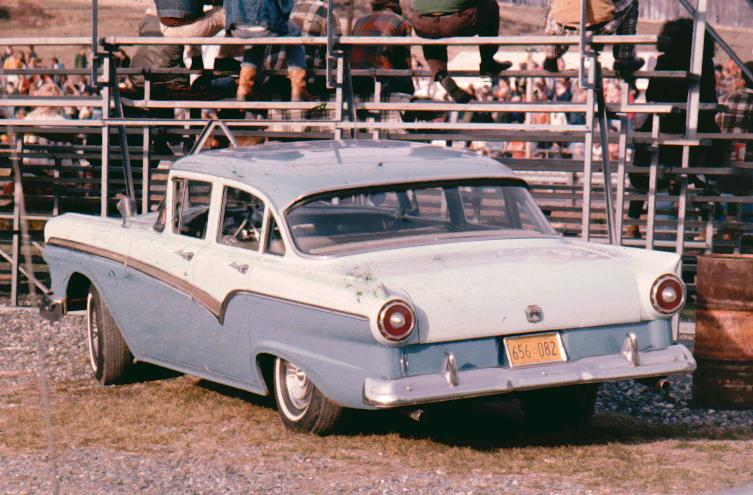
Ford Custom II - tył

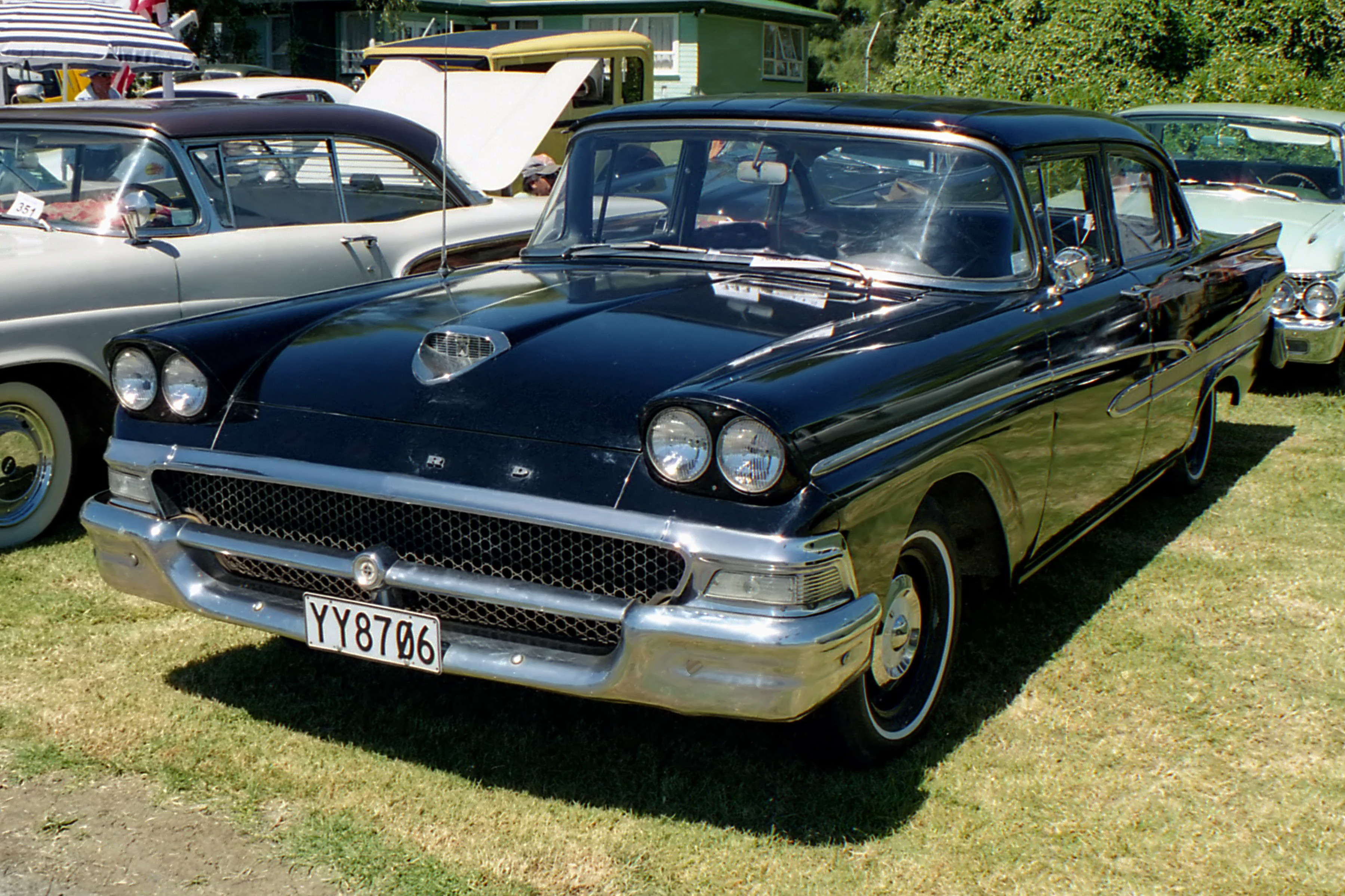
Ford Custom I 300

Ford Custom II został zaprezentowany po raz pierwszy na 1957 rok modelowy.
Ford powrócił do nazwy Custom w 1956 roku wraz z nową serią modeli Custom 300. Samochód utrzymano w charakterystycznych dla modeli Forda z tego lat awangardowych kształtach, które charakteryzowały się łukowatymi przetłoczeniami na panelach bocznych, dwukolorowym malowaniem nadwozia czy wyraźnie zaznaczonymi reflektorami i okrągłymi tylnymi lampami.
Ford Custom II pozycjonowano w amerykańskim portfolio Forda poniżej modeli Fairlane i Fairlane 500.. W roku 1958 Custom 300 stał się podstawowym modelem Forda, jednak został usunięty z serii 300 w roku 1960, przechodząc przy okazji także modernizację pasa przedniego.

### Silniki
- L6 3.7l Mileage Maker
- V8 5.4l FE
- V8 5.8l Thunderbird

## Trzecia generacja

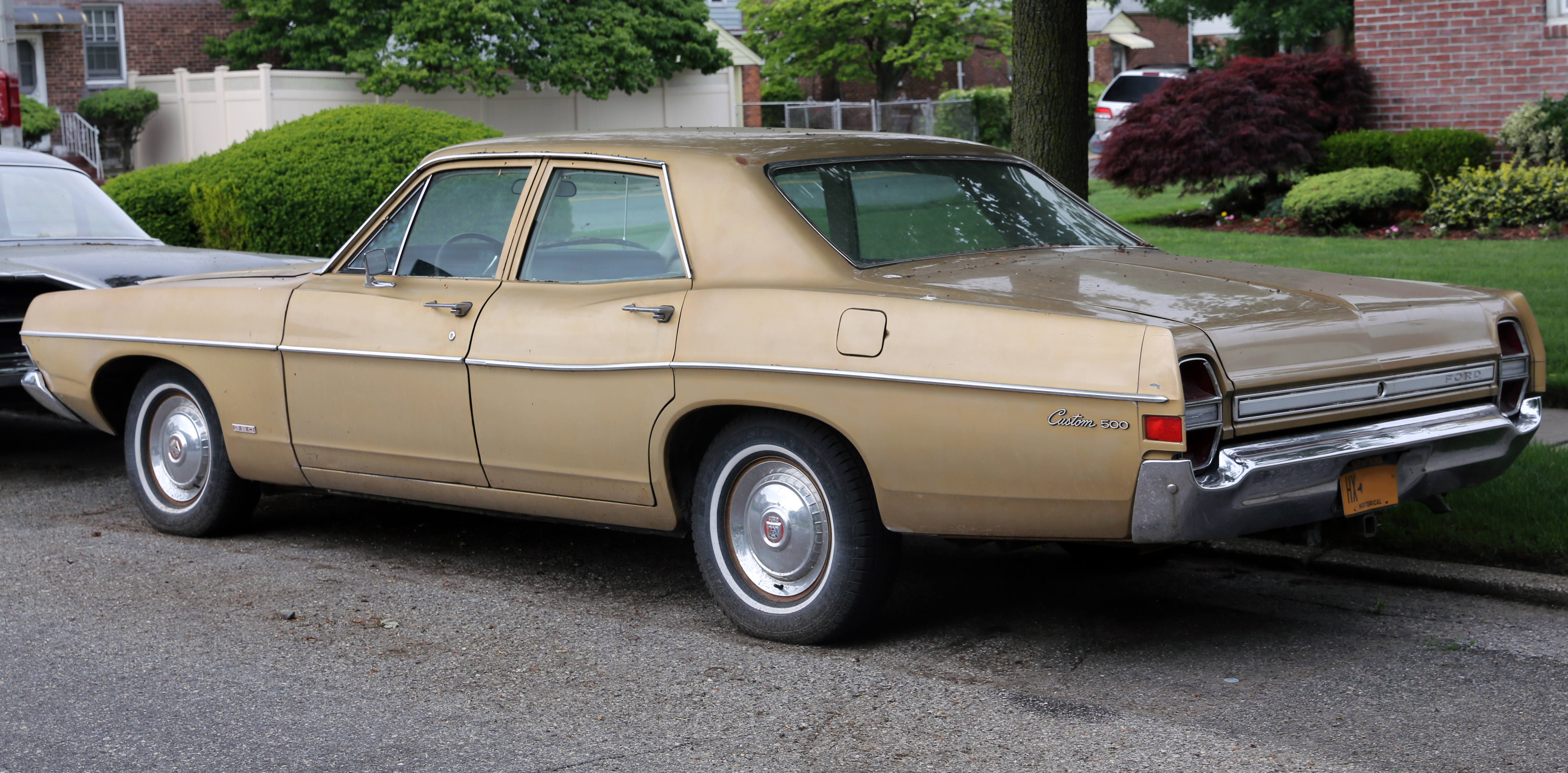
Ford Custom III - tył

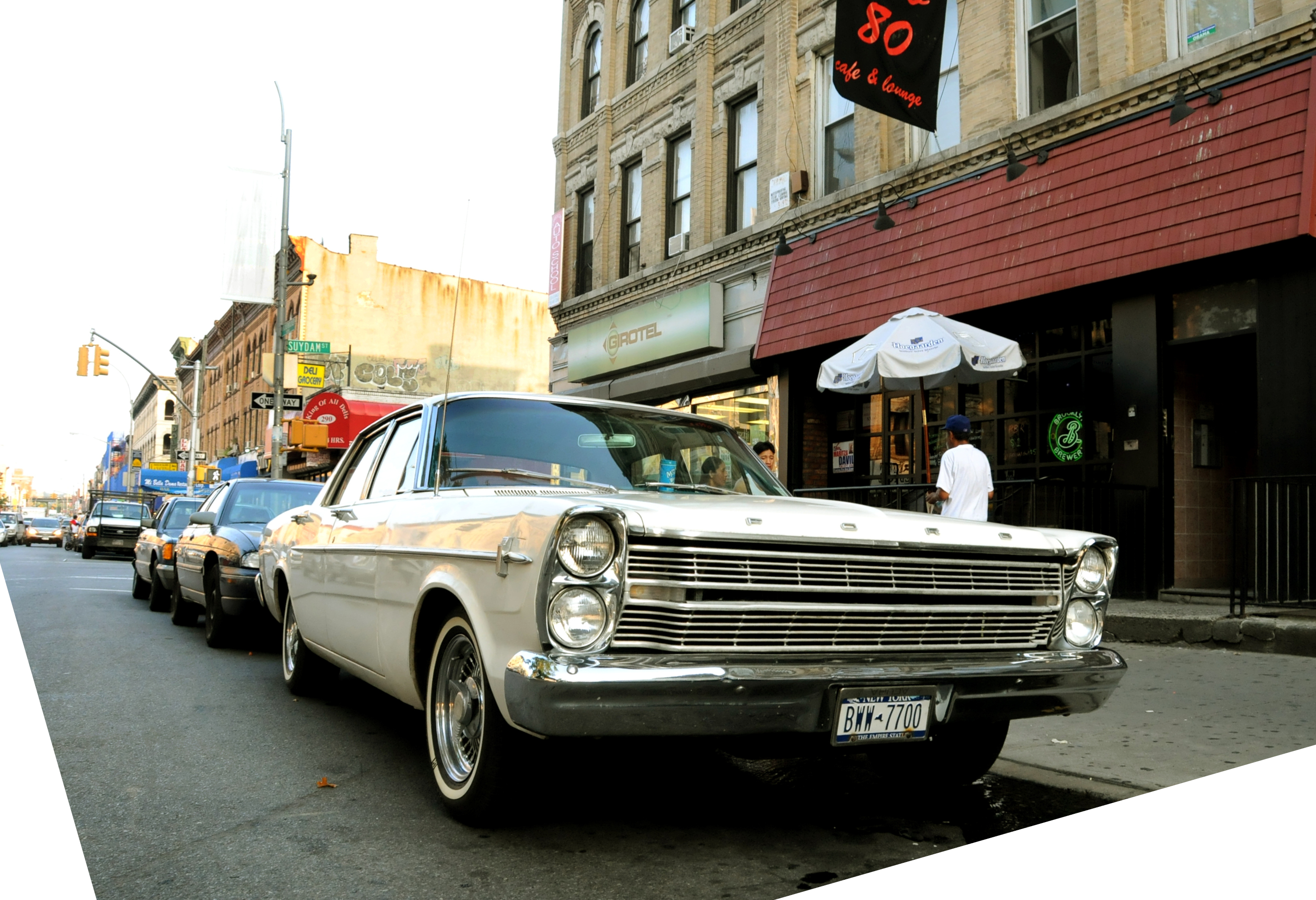
Ford Custom III po liftingu

Ford Custom III został zaprezentowany po raz pierwszy w 1964 roku.
W roku 1964 nazwa Custom została ponownie użyta dla trzeciej generacji tej linii modelowej. Samochód zyskał masywne nadwozie z wyraźnie zaznaczonymi nadkolami i błotnikami, a także podłużną bryłą maski oraz bagażnika identyczną co w pokrewnych modelach m.in. Galaxie i Ranch Wagon Produkcja trzeciej generacji Forda Custom trwała przez kolejne 11 lat, do 1975 roku, kiedy to Ford zdecydował się wycofać z produkcji tej linii modelowej na rzecz następcy - modelu Fairlane.

### Silniki
- L6 2.0l Fairlane
- V8 2.8l Challenger
- V8 3.9l Thunderbird
- V8 4.2l Cobra